# Lista de exercícios de treinamento com pesos
Os praticantes de treinamento com pesos geralmente dividem os músculos do corpo humano em dez grupos principais. Estes não incluem os músculos do quadril e pescoço, que são raramente treinados isoladamente. Os vinte exercícios mais comuns para estes grupos musculares estão descritos abaixo.
A seqüência mostrada abaixo é uma possibilidade de ordem dos exercícios. Os músculos grandes da porção
inferior do corpo geralmente são treinados antes dos pequenos da porção superior, pois estes exercícios exigem mais energia mental e física. Os músculos principais do tronco são treinados antes dos músculos dos ombros e dos braços, que são sinergistas. Os exercícios geralmente variam entre movimentos de "empurrar" e "puxar" que permitem que seus músculos de suporte específicos se recuperem. Os músculos da cintura devem ser treinados por último.
As descrições dadas aqui são suficientes para identificar e discutir esses exercícios. Mas por falta de espaço, são omitidos numerosos detalhes cruciais para sua execução segura. Para a prática de treinamento com pesos é indispensável um exame prévio de saúde, feito por um médico, bem como a orientação de um profissional de educação física habilitado, assim como em qualquer atividade física.

## Membros Inferiores

### Quadríceps(porção da frente das coxas)
- O agachamento é realizado ao se agachar segurando-se um peso ao longo do corpo, e depois se levantando novamente. Este é um exercício composto que também envolve os glúteos (bumbum) e, de menor extensão, a porção posterior das coxas, panturrilhas e região lombar. Cinturões apropriados são comumente utilizados para ajudar no apoio à região inferior das costas.
  - Equipamentos: peso corporal, barra, "Smith machine" ou "hack squat machine".
  - Principais variações: frontal ~ (peso através do peito).

- O leg press (pressão de pernas) é executado na posição sentado empurrando um peso para longe do corpo com os pés. É um exercício de combinação que também envolve os glúteos e, um pouco menos, os tendões da perna e as panturrilhas.
  - Equipamentos: Máquina de "Leg Press".

- O agachamento livre é realizado ao agachar e levantar um peso do chão com as mãos levantando reto novamente. Esse é um exercício composto que também envolve os glúteos, costa inferior, músculos largos das costas, trapézio e em menor grau os gêmeos. Cintos de levantadores de peso são frequentemente usados para ajudar a prevenir lesões nas costas
  - Equipamentos: halteres trapbar ou Smith machine.
  - Principais variações: Sumô ~ (pernas mais separadas trabalhando a parte interna das coxas), perna endurecida ~ (enfatiza os músculos traseiros da coxa).

- A extensão de perna é realizada enquanto sentado ao se levantar um peso na frente do corpo com os pés. É um exercício de isolamento para o quadríceps.
  - Equipamentos: halteres, máquina com cabos ou máquina de extensão de pernas.

### Porção posterior da coxa
- A flexão de perna é realizada enquanto deitado de barriga para baixo em um banco, ao se levantar um peso com os pés em direção às nádegas. Este é um exercício de isolamento para a porção posterior da coxa.
  - Equipamentos: halteres, máquina de cabos ou máquina de flexão de perna.
  - Principais variações: sentado ~ (com uma máquina de flexão diferente), de pé ~ (uma perna por vez).

### Panturrilhas
- O standing calf raise é executado ao flexionar o pé para levantar o corpo. Caso seja usado peso, esse é apoiado nos ombros ou segurado com as mãos. Esse é um exercício de isolamento para os gêmeos, com ênfase no músculo gastrocnemio.
  - Equipamentos: peso corporal, haltere(s), barra, Smith machine ou máquina de panturrilhas sentada (burrinho).
  - Principais variações: uma perna ~ (a outra fica suspensa), "donkey calf raise" (inclinado com um peso nas costa inferior).

- O seated calf raise é executado ao flexionar o pé para levantar um peso nos joelhos. Esse é um exercício de isolamento para os gêmeos, com ênfase no músculo sóleo.
  - Equipamentos: barra ou máquina de panturrilhas sentada

## Tronco

### Peitorais
- O supino é realizado com a pessoa deitada de barriga para cima, ao empurrar um peso para longe do peito. Este é um exercício composto que também envolve os tríceps e a porção frontal dos deltoides.
  - Equipamentos: halteres, barra, "Smith machine" ou banco de supino.
  - Principais variações: inclinado ~ (ênfase maior na região superior dos peitorais), declinado ~ (ênfase maior na região inferior dos peitorais), pegada fechada ~ (ênfase maior no triceps), push-up (deitado, paralelo ao chão, apoiando-se nos dedos dos pés, as mãos devem ficar alinhadas com os ombros e o peso do corpo deve ser suportado nos dois pés juntos e nas duas mãos; o pescoço deve estar esticado e a cabeça direcionada para frente), neck press (com a barra na altura do pescoço, para isolar os peitorais).

- O crucifixo é realizado enquanto deitado de barriga para cima em um banco, com os braços abertos segurando pesos, e juntando-os quando estiverem em cima do peito. Este é um exercício de isolamento para os peitorais.
  - Equipamentos: halteres, máquina de cabos ou máquina "peck deck" (voador).
  - Principais variações: inclinado ~ (maior ênfase na porção superior dos peitorais), declinado ~ (maior ênfase na porção inferior dos peitorais), cruzamento de cabos.

### Costas
- O pulldown é executado enquanto sentado, puxando a barra em direção ao seu peito. Este é um exercício composto que envolve também os bíceps e os deltoides anteriores.
  - Equipmento: máquina de cabos ou máquina pulldown.
  - Maiores variantes: queixo-elevado ou pullup (usando o peso do corpo enquanto pendurado de uma barra), pegada fechada ~ (ênfase nos laterais inferiores), pegada invertida ~ (ênfase nos bíceps).

- A remada unilateral é realizada quando inclina-se, segurando um peso pendurado em uma das mãos ou em ambas, e puxá-lo para cima, em direção ao abdome. Este é um exercício composto que envolve também um pouco de trabalho do bíceps e do deltoide posterior. O torso não possui suporte em algumas variantes deste exercício, onde por vezes cinturões de fixação são utilizados para ajudar a firmar a região lombar.
  - Equipamentos: barra, halteres, "Smith machine" ou máquina em T.
  - Principais variações: exercício em cabos (utilizando a máquina enquanto sentado).

### Deltóides(ombros)
- O upright row (remada alta) é feito quando parado, segurando um peso pendurado nas mãos, e erguendo-o reto em direção às clavículas. Este é um exercício composto que também envolve o trapézio e o bíceps. Quanto mais fechada a pegada, maior o trabalho do trapézio.
  - Equipamentos: halteres, barra, "Smith machine" ou Máquina de cabos.

- O desenvolvimento tras é realizado enquanto sentado ou de pé, baixando-se um peso segurado acima da cabeça até os ombros, depois elevando-os novamente para a posição original. Pode ser realizado com ambos os braços simultaneamente, ou um de cada vez. É um exercício composto que também envolve o trapézio e o tríceps.
  - Equipamentos: halteres, barbell, Smith machine or máquina de desenvolvimento.
  - Principais variações: Arnold Press (halnteres são erguidos enquanto roda-se a palma das mãos para fora).

- O levantamento lateral ou elevação lateral é realizada enquanto de pé ou sentado, com as mãos segurando os pesos, elevando-os lateralmente até o nível dos ombros. É um exercício de isolamento para os deltóides.
  - Equipamentos: halteres, barra, máquina de cabos ou máquina de elevação lateral.
  - Principais variações: elevação lateral (pesos erguidos para a frente; ênfase nos deltoides frontais), bent-over ~ (ênfase nos deltoides posteriores).

### Tríceps(Parte de trás do braço)
- O pushdown (extensão do tríceps) é realizado em pé, enquanto se empurra um peso para baixo. Este é um exercício onde se trabalha o tríceps isoladamente.
  - Equipamentos: máquina de cabos ou máquina de extensão de tríceps.

- O tríceps testa é realizado deitado, segurando um peso acima da altura da testa, sem mover a articulação do ombro, e empurrá-lo para longe da testa. Pode ser realizado com ambos os braços, ou um de cada vez. Este é um exercício onde se trabalha o tríceps isoladamente.
  - Equipamentos: halteres, barra, máquina de cabos ou máquina de extensão de tríceps (testa).
  - Principais variações: pesos na altura do rosto, deitado; "kickback" (em decúbito ventral, braços paralelos ao tronco).

### Bíceps(parte da frente dos braços)
- A rosca bíceps é realizada de pé ou sentado, com as mãos segurando halteres (palmas voltadas para frente), e curvando-os até os ombros. Pode ser realizada com ambos os braços simultaneamente, ou um braço por vez. Este é um exercício de isolamento para o bíceps braquial.
  - Equipamento: halteres, barras ou máquina de cabos.
  - Principais variações: "hammer curl" (ou "pegada martelo", palmas viradas uma contra a outra), "preacher curl" (no Brasil conhecido como "bíceps Scott", sentado, onde apoia-se o braço em um banco, peito apoiado no banco, como se estivesse rezando), bíceps concentrado (sentado, com o cotovelo encostado na lateral interna do joelho).

## Cintura

### Região abdominal
- Os abdominais são executados com a pessoa deitada de costas no chão com os joelhos flexionados, aproximando os ombros em direção à pelve. É um exercício de isolamento para os músculos abdominais.
  - Equipamentos: peso corporal, halteres ou máquina de abdominais.
  - Principais variações: reverso ~ (curvando a pelvis em direção aos ombros), laterais ou oblíquos ~ (levantando um ombro de cada vez; ênfase nos músculos abdominais externos oblíquos, cabo ~ (puxando para baixo em uma máquina de cabos enquanto ajoelhado, como que cumprimentando).

- A elevação de pernas é realizada enquanto sentado em um banco ao se levantar os joelhos em direção aos ombros. Este exercício composto também envolve os flexores do quadril.
  - Equipamentos: peso corporal ou halteres.
  - Principais variações: pendurado ~ (pendura-se pelas mãos em uma barra alta), lateral ~ (deitado de um lado), erguimento de joelhos (decúbito dorsal, puxando-se os joelhos para o peito).

### Região lombar
- A extensão do tronco é realizada com a pessoa deitada de barriga para baixo em um banco angulado, de forma que seus quadris estejam suportados e os tornozelos firmes, ao se dobrar para baixo a cintura e depois endireitando-a novamente. Este exercício composto também envolve os glúteos.
  - Equipamento: peso corporal, halteres ou back extension machine.
  - Principais variações: ~ sem banco (deitado de barriga para baixo no chão).